# Jamie Grace
Jamie Grace Harper (Atlanta, 25 de novembro de 1991) é uma cantora, compositora, rapper e atriz ganhadora do Dove Award em 2012 como estreia do ano.

## Discografia

### Álbuns de estúdio
| Título             | Detales                                                                                        | Peak chart posições | Peak chart posições |
| Título             | Detales                                                                                        | US Christian        | US                  |
| ------------------ | ---------------------------------------------------------------------------------------------- | ------------------- | ------------------- |
| One Song at a Time | - Lançamento: 10 de Setembro de 2011 - Gravadora: Gotee Records - Formatso: CD, Music download | 4                   | 84                  |

### EPs
| Título             | Detales                                                                                         | Peak chart posições | Peak chart posições |
| Título             | Detales                                                                                         | US Christian        | US Heat             |
| ------------------ | ----------------------------------------------------------------------------------------------- | ------------------- | ------------------- |
| Hold Me            | - Lançamento: 12 de Fevereiro de 2011 - Gravadora: Gotee Records - Formatos: CD, Music download | 35                  | 18                  |
| Christmas Together | - Lançamento: 29 de Novembro de 2011 - Gravadora: Gotee Records - Formatos: CD, Music download  | —                   | —                   |

## Filmografia
| Título          | Lançamento | Papel  |
| --------------- | ---------- | ------ |
| Grace Unplugged | 2013       | Rachel |

## Singles
| Ano  | Título                               | Peak chart posições | Peak chart posições | Peak chart posições | Álbum              |
| Ano  | Título                               | US                  | US Christ           | US Heat             | Álbum              |
| ---- | ------------------------------------ | ------------------- | ------------------- | ------------------- | ------------------ |
| 2011 | "Hold Me" (featuring tobyMac)        | 107                 | 3                   | 17                  | One Song at a Time |
| 2011 | "You Lead"                           | —                   | 9                   | —                   | One Song at a Time |
| 2011 | "Come to Me" (featuring Joanne Cash) | —                   | 40                  | —                   | One Song at a Time |
| 2011 | "Holding On"                         | —                   | 35                  | —                   | One Song at a Time |
| 2012 | "Christmas Together"                 | —                   | 22                  | —                   | Christmas Together |
| 2012 | "Heads Up"                           | —                   | —                   | —                   | non-álbum track    |
| 2013 | "Beautiful Day"                      | —                   | 32                  | —                   | TBD                |

"—" denotes releases that did not chart.

## Outras aparições

### Aparições em Álbuns
- 2011: tobyMac – Christmas in Diverse City;  "Mary's Boy Child"
- 2012: Anthem Lights – The Acoustic Sessions;  "In the Light (Acústico)"
- 2012: Morgan Harper Nichols – Verge (single); "Verge"
- 2012: tobyMac – Eye On It; "Favorite Song"

### Contribuições em compilações
- 2013: Colossal Coaster World (Lifeway's VBS); "Colossal Coaster World", "Change My Heart", e "I Will Trust in You".
- 2012: It Happened One Night: Celebrating Christmas and Freedom Around the World; "Away in a Manger"
- 2010: All Starz 2010; "Heads Up"

## Prêmios e nomiações
| Ano/Prêmio            | Categoria                                  | Trabalho                      | Resultado |
| --------------------- | ------------------------------------------ | ----------------------------- | --------- |
| Grammy Awards de 2012 | Melhor canção cristã contemporânea         | "Hold Me" (featuring tobyMac) | Indicado  |
| 2012 Dove             | Canção do Ano                              | "Hold Me" (featuring tobyMac) | Indicado  |
| 2012 Dove             | Novo Artista do Ano                        |                               | Venceu    |
| 2012 Dove             | Pop/Contemporary Recorded Song of the Year | "Hold Me" (featuring tobyMac) | Indicado  |
| 2012 Dove             | Pop/Contemporary Álbum of the Year         | "One Song at a Time"          | Indicado  |